# سوند بيتش (نيويورك)
سوند بيتش (بالإنجليزية: Sound Beach CDP, New York)‏ هي منطقة سكنية تقع بولاية نيويورك في الولايات المتحدة. تبلغ مساحتها 4.2 كم2، وترتفع عن سطح البحر 54 م، بلغ عدد سكانها 7,612 نسمة في عام 2010 حسب إحصاء مكتب تعداد الولايات المتحدة وتصل الكثافة السكانية فيها 1,812.4 نسمة لكل كيلومتر مربع (4,694.1/ميل2).

## التركيبة السكانية
حدّد مكتب تعداد الولايات المتحدة بيانات التركيبة السكانية لسوند بيتش في تعداد الولايات المتحدة. في ما يلي، التركيبة السكانية حسب تعدادي 2000 و2010.

### تعداد عام 2000
بلغ عدد سكان سوند بيتش 9,807 نسمة بحسب تعداد عام 2000، وبلغ عدد الأسر 3,358 أسرة وعدد العائلات 2,612 عائلة مقيمة في المنطقة السكنية. في حين سجلت الكثافة السكانية 2,335 نسمة لكل كيلومتر مربع (6,047.6/ميل2). وبلغ عدد الوحدات السكنية 3,640 وحدة بمتوسط كثافة قدره 866.7 لكل كيلومتر مربع (2,244.7/ميل2).
وتوزع التركيب العرقي للمنطقة السكنية بنسبة 96.22% من البيض و0.63% من الأمريكيين الأفارقة و0.14% من الأمريكيين الأصليين و1.19% من الأمريكيين ذوي الأصول الآسيوية و0.07% من سكان جزر المحيط الهادئ و0.69% من الأعراق الأخرى و1.05% من عرقين مختلطين أو أكثر و3.48% من الهسبانيون أو اللاتينيون من أي عرق.
بلغ عدد الأسر 3,358 أسرة كانت نسبة 44.1% منها لديها أطفال تحت سن الثامنة عشر تعيش معهم، وبلغت نسبة الأزواج القاطنين مع بعضهم البعض 62% من أصل المجموع الكلي للأسر، ونسبة 11.4% من الأسر كان لديها معيلات من الإناث دون وجود شريك،  بينما كانت نسبة 4.3% من الأسر لديها معيلون من الذكور دون وجود شريكة وكانت نسبة 22.2% من غير العائلات. تألفت نسبة 16.7% من أصل جميع الأسر من عدة أفراد يعيشون في نفس المنزل ونسبة 5.2% كانت تتألف من شخص يعيش بمفرده يبلغ من العمر 65 عاماً أو أكثر. وبلغ متوسط حجم الأسرة المعيشية 2.91، أما متوسط حجم العائلات فبلغ 3.29.
بلغ العمر الوسطي للسكان 34.3 عاماً. وكانت نسبة 28.7% من القاطنين تحت سن الثامنة عشر، وكانت نسبة 7.7% بين الثامنة عشر والرابعة والعشرين عاماً، ونسبة 33.6% كانت واقعةً في الفئة العمرية ما بين الخامسة والعشرين والرابعة والأربعين عاماً، ونسبة 21.6% كانت ما بين الخامسة والأربعين والرابعة والستين، ونسبة 8.1% كانت ضمن فئة الخامسة والستين عاماً فما فوق. يوجد لكل 100 أنثى 98.2 ذكر، ويوجد لكل 100 أنثى في الثامنة عشر من عمرها فما فوق 94.1 ذكر.
بلغ متوسط دخل الأسرة في المنطقة السكنية 60,851 دولارًا، أما متوسط دخل العائلة فبلغ 66,018 دولارًا. وكان متوسط دخل الذكور 47,079 دولارًا مقابل 28,142 دولارًا للإناث. وسجل دخل الفرد الخاص بالمنطقة السكنية 22,550 دولارًا. وكانت نسبة 5% من العائلات ونسبة 6.9% من السكان تحت خط الفقر، وكان من هؤلاء نسبة 10% تحت سن الثامنة عشر ونسبة 2.9% في الخامسة والستين من العمر وما فوق.

### تعداد عام 2010
بلغ عدد سكان سوند بيتش 7,612 نسمة بحسب تعداد عام 2010، وبلغ عدد الأسر 2,729 أسرة وعدد العائلات 1,963 عائلة مقيمة في المنطقة السكنية. في حين سجلت الكثافة السكانية 1,812.4 نسمة لكل كيلومتر مربع (4,694.1/ميل2). وبلغ عدد الوحدات السكنية 3,001 وحدة بمتوسط كثافة قدره 714.5 لكل كيلومتر مربع (1,850.5/ميل2).
وتوزع التركيب العرقي للمنطقة السكنية بنسبة 94.25% من البيض و1.18% من الأمريكيين الأفارقة و0.18% من الأمريكيين الأصليين و1.76% من الأمريكيين ذوي الأصول الآسيوية و0.05% من سكان جزر المحيط الهادئ و0.74% من الأعراق الأخرى و1.84% من عرقين مختلطين أو أكثر و6.24% من الهسبانيون أو اللاتينيون من أي عرق.
بلغ عدد الأسر 2,729 أسرة كانت نسبة 39.3% منها لديها أطفال تحت سن الثامنة عشر تعيش معهم، وبلغت نسبة الأزواج القاطنين مع بعضهم البعض 54.5% من أصل المجموع الكلي للأسر، ونسبة 12.2% من الأسر كان لديها معيلات من الإناث دون وجود شريك،  بينما كانت نسبة 5.2% من الأسر لديها معيلون من الذكور دون وجود شريكة وكانت نسبة 28.1% من غير العائلات. تألفت نسبة 21.1% من أصل جميع الأسر من عدة أفراد يعيشون في نفس المنزل ونسبة 5% كانت تتألف من شخص يعيش بمفرده يبلغ من العمر 65 عاماً أو أكثر. وبلغ متوسط حجم الأسرة المعيشية 2.78، أما متوسط حجم العائلات فبلغ 3.27.
بلغ العمر الوسطي للسكان 37.0 عاماً. وكانت نسبة 25.8% من القاطنين تحت سن الثامنة عشر، وكانت نسبة 7.9% بين الثامنة عشر والرابعة والعشرين عاماً، ونسبة 30.5% كانت واقعةً في الفئة العمرية ما بين الخامسة والعشرين والرابعة والأربعين عاماً، ونسبة 27.7% كانت ما بين الخامسة والأربعين والرابعة والستين، ونسبة 8.2% كانت ضمن فئة الخامسة والستين عاماً فما فوق. وتوزع التركيب الجنسي للسكان بنسبة 49.3% ذكور و50.7% إناث.